# Lira Nordestina
A Lira Nordestina é uma editora brasileira especializada na produção de literatura de cordel. A Lira Nordestina está situada na cidade de Juazeiro do Norte, sul do estado do Ceará.
A história da Lira Nordestina se confunde com a história da Literatura de Cordel no Brasil. Em 1926 o romeiro alagoano José Bernardo da Silva se dirigiu para Juazeiro do Norte e, após pedir a bênção a Padre Cícero, iniciou suas atividades como folheteiro, como eram conhecidos os vendedores de cordel. Em 1932 comprou as primeiras máquinas tipográficas e lançou a Tipografia Silva. Posteriormente mudou o nome da empresa para Tipografia São Francisco. Em 1949 José Bernardo da Silva adquiriu, mediante compra, os direitos de publicação de dois dos maiores poetas de cordel do Brasil: Leandro Gomes de Barros e João Martins de Athayde. Nos anos cinquenta a Tipografia São Francisco se tornou a editora de cordel mais importante do Brasil. Ao final dos anos sessenta começou um período de dificuldades para a editora e para o comércio de folhetos em geral. A queda das vendas coincidiu com a morte do idealizador da editora em 1972. Em 1988 o Governo do Estado do Ceará comprou a Tipografia São Francisco e, em seguida, deixou a editora sob os cuidados da Universidade Regional do Cariri.
Conseguiu tornar-se parte do Ponto de Cultura, do Ministério da Cultura, com vigência 28 de dezembro de 2005 a 30 de dezembro de 2010. Houve aprovação de diversos projetos. Foram aprovados três projetos no Edital Mais Cultura Literatura de Cordel 2010 – Edição Patativa do Assaré, propostos pelos integrantes do Ponto de Cultura José Stênio Diniz, Cícero Lourenço Gonzaga e Anna Christina Farias de Carvalho. Também foi iniciada a execução do Projeto Interações Estéticas em Pontos de Cultura, FUNART Edição 2010, proposto pela pernambucana Amanda Senna, Artista Plástica formada pela Universidade Federal de Pernambuco e sua parceira Juliana Falcão, atriz de teatro e dança. O projeto Movimento e Voz em Cordel: Uma proposta de interação entre a Literatura de cordel, o Teatro de Mamulengo e o Teatro de Sombras.
Em 2011, foi alterada a direção da Lira Nordestina, à época localizada no campus Pirajá - URCA. A profa. Anna Christina Farias de Carvalho foi substituída e assumiu Fábio José Rodrigues da Costa, Professor do Departamento de Artes Visuais, da Escola de Artes Reitora Violeta Arraes Gervaiseau Universidade Regional do Cariri – URCA.
Em 2015 a Lira Nordestina foi levada ao Complexo Multiuso, seu atual endereço.

## Críticas
Em 2012, Renato Casimiro, professor da FJN, Faculdade de Juazeiro do Norte, publica um breve texto denunciando o descaso com que os diversos órgãos e autoridades vêm tratando a Lira Nordestina, trechos de seu texto:
"Rompimento do contrato (CLT) com o xilógrafo Cícero Lourenço (ligado à Lira desde 1988, e à URCA, desde 2005) e  do xilógrafo Airton Laurindo (ligado à Lira desde 1988 e à URCA, desde 2004).
Há poucos dias, o Airton foi comunicado pela Pró Reitora de Administração da URCA, profa. Antonia Cileide de Araújo, que ele deveria assinar o aviso prévio, com o qual, no prazo legal, seria desligado. Uma das alegativas, apresentada pessoalmente ao servidor, por sua Pró Reitora, pasmem, é de que pessoas como ele não contribuem para nada na URCA.
(...)
Evidentemente, a nova direção da Lira, agora sob nova direção, do prof. Fábio Rodrigues, Pró Reitor de Extensão da URCA, parece ser ineficiente até para que, de mal a pior, a Lira ainda continue a cumprir precariamente o que já foi uma das glórias da matriz cultural de Juazeiro do Norte e do Cariri. Eu não me iludo: isto não é incompetência. Isto é má fé, é desrespeito. É ignorância que se associa a intenções que não se confessam publicamente e a serviço do que pior ainda se abriga na URCA, por ranços a fatos não superados, oriundos em espíritos prevenidos e medíocres que insistem em não entender a vocação, o compromisso e a responsabilidade social da instituição." 

## Lira Nordestina como Bem Nacional - IPHAN
"Com a finalidade de promover a patrimonialização e auto sustentabilidade, para manutenção da memória e funcionamento da gráfica Lira Nordestina, está sendo articulado, junto ao Instituto de Patrimônio Histórico e Artístico Nacional (Iphan), o processo de encaminhamento de ações que resultem num convênio de cooperação técnica. Uma das discussões iniciais é que venha a ser declarada um bem nacional.
Uma reunião com antropólogos e técnicos do Iphan nacional e do Ceará foi realizada, na Universidade Regional do Cariri (Urca), no Crato, com essa finalidade. Os primeiros debates já apontam para uma maior atenção com esse equipamento.
A Assessoria de Cultura da Pró-Reitoria de Extensão (Proex) da Urca destacou a preocupação de assegurar, não apenas a revitalização da Lira Nordestina, mas dar suporte necessário para os que fazem a gráfica continuar as suas funções de trabalho, e, ao mesmo tempo, manter o patrimônio." 